# Horama fulvitarsis
Horama fulvitarsis là một loài bướm đêm thuộc phân họ Arctiinae, họ Erebidae.